# گورستان متفقین در تهران
گورستان متفقین در تهران، تنها آرامستان بین‌المللی ایران است که توسط کمیسیون جنگ‌های مشترک‌المنافع تأسیس شده و ۵۳۸ قبر و بنای یادبود در آن به چشم می‌خورد و قبر افرادی که در فاصله جنگ‌های جهانی اول و دوم در ایران کشته شده یا جان خود را از دست داده‌اند و پس از ساخت این قبرستان و افتتاح رسمی آن در سال ۱۳۴۲ به اینجا منتقل شده‌اند.
پیکر افرادی که به‌عنوان مستشار و نیروهای نظامی در فاصله جنگ‌های جهانی اول و دوم در ایران، کشته و سپس در کشورشان دفن شدند، اجسادشان پس از سال ۱۳۳۹ به ایران برگردانده شد تا در این قبرستان به خاک سپرده شوند. در این آرامستان بیش از ۵۰۰ سنگ قبر به چشم می‌خورد و افراد با تابعیت‌هایی از کشورهای مختلف مثل لهستان، روسیه، هند، انگلستان در این قبرستان به خاک سپرده شده‌اند.» برخی از گورها هم تنها یادمانی برای افراد هستند و پیکری در آنها دفن نیست.

## تأسیس
سال ۱۳۳۹ بود که الیزابت دوم ملکه بریتانیا به ایران سفر کرد و وقتی چشمش به باغ قلهک خورد دستور داد تا در گوشه‌ای از این باغ گورستان بین‌المللی «کمیسیون جنگ‌های مشترک المنافع» را تأسیس کنند. تا قبل از سال ۱۳۳۹ که دیوارهای آجری محوطه قبرستان را از باغ قلهک جدا کنند، اینجا بخشی از باغ سفارت انگلستان بود. تا آن زمان در ایران قبرستان کمیسیون جنگ‌های مشترک‌المنافع هنوز ساخته نشده بود. این کمیسیون سال ۱۹۱۷ با ۶ عضو اصلی استرالیا، کانادا، هندوستان، نیوزیلند، آفریقای جنوبی و انگلستان کار خود را آغاز کرد.

## موقعیت مکانی
این گورستان در ضلع جنوبی باغ سفارت بریتانیا در محله قلهک در منطقه ۳ شهرداری تهران قرار دارد و دارای دری در خیابان دولت است. این گورستان دارای دیوارهای آجری ساده است و بنای یادبودی گنبدی‌شکل و به رنگ فیروزه‌ای با ویژگی‌های معماری ایرانی در پایین آن ساخته شده است.

## قوانین جهانی گورستان
سنگ قبرها با قد و قواره‌های یکسان در این گورستان هستند. روی هرکدام از آنها نشانی از ملیت افراد و نام و مشخصات آنها حک شده است. آرامستان‌های کمیسیون جنگ‌های مشترک المنافع مشخصه‌های یکسانی دارد و قوانینی که از سوی همه کشورها پذیرفته شده است. به‌طور مثال سنگ‌های یکدستی که به‌صورت ایستاده بالای هر مزار نصب شده. مقابل هر سنگ قبر باید یک شاخه گل کاشته شده باشد. همه قبرستان باید چمن‌کاری شده باشد. این قبرستان‌ها در ندارند و باید با شمشادهای کوتاه اطراف آن حصارکشی شده باشد.

## ویژگی‌ها
ورودی گورستان بنای یادبودی به چشم می‌خورد که تلفیقی از معماری ایران در ادوار مختلف را به دوش می‌کشد. گنبد فیروزه‌ای شکل آن نمادی از گنبدهای اماکن اسلامی در ایران است و ۴ گوشه آن شکل و شمایل اماکن مذهبی زرتشتیان را به خود گرفته. ۷ کتیبه بزرگ درست پشت بنای یادبود به چشم می‌خورد که روی آن اسامی افراد مهاجر یا مستشارانی هست که در حوزه جغرافیایی ایرانشهر یعنی ایران و کشورهای اطراف آن جان خود را از دست داده‌اند و هرگز نشانی از آنها پیدا نشده است. اغلب این افراد جان خود را در جنگ‌های جهانی از دست داده‌اند و پیکرشان هیچ‌وقت شناسایی نشده است.

## مراسم یادبود
۱۱ نوامبر روز بزرگداشت کشته شدگان جنگ جهانی
روز یادبود روزی است برای گرامیداشت اعضای نیروهای مسلح که در حین انجام وظیفه جان خود را از دست داده‌اند و از زمان پایان جنگ جهانی اول توسط کشورهای عضو کمیسیون کشورهای مشترک المنافع برگزار می‌شود.
در بیشتر کشورها، روز یادبود در تاریخ ۱۱ نوامبر به منظور یادآوری پایان جنگ جهانی اول برگزار می‌شود.
در این تاریخ خصومت‌ها به‌طور رسمی «در یازدهمین ساعت روز یازدهم ماه یازدهم» سال ۱۹۱۸، مطابق با آتش‌بس امضا شده توسط نمایندگان آلمان و متفقین پایان یافت.